# Arzani-Volpini

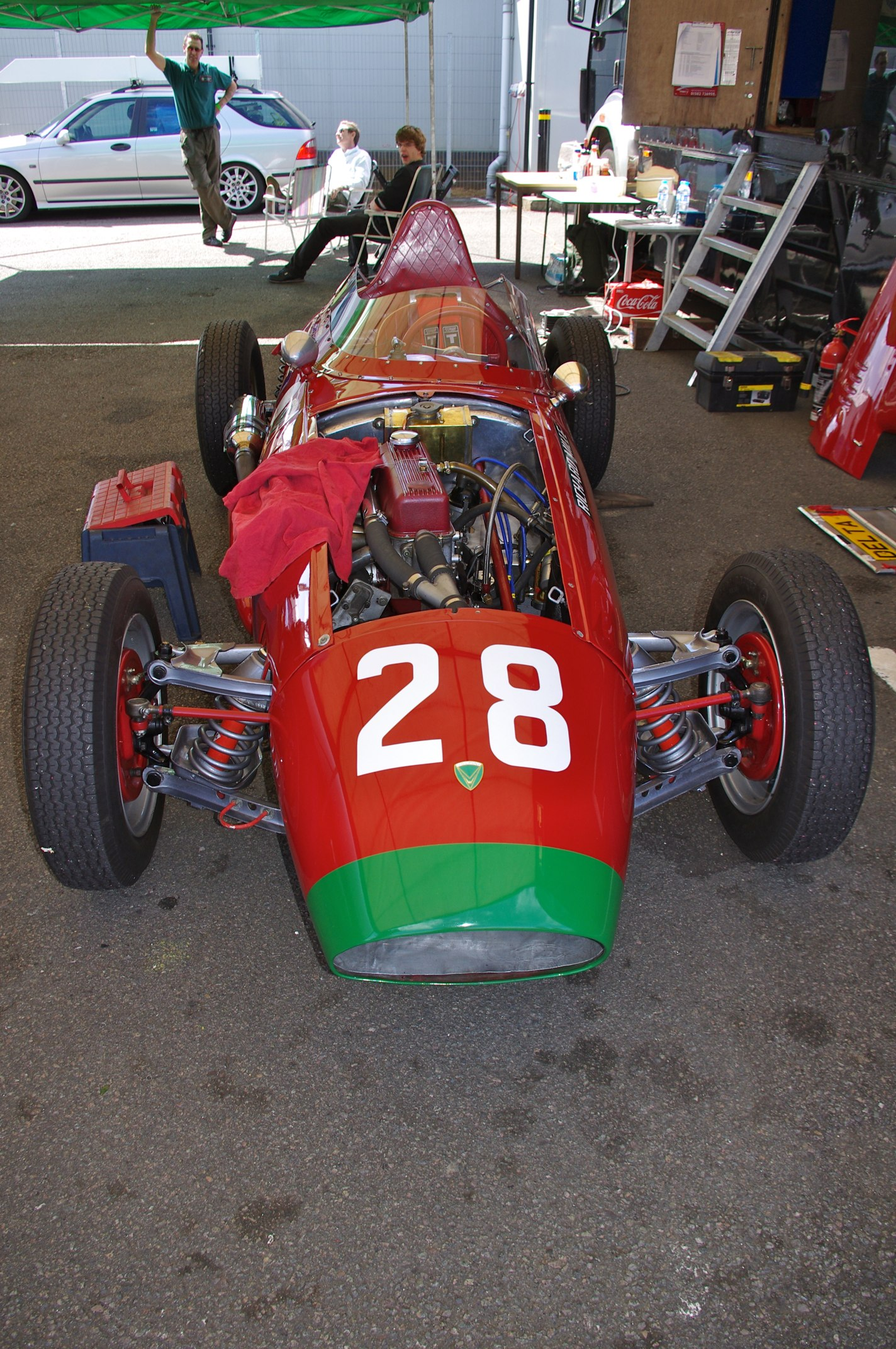
Une Arzani-Volpini de 1958 lors du Silverstone Classic en 2011.

Arzani-Volpini est un constructeur italien de voitures de course. La marque est créée en 1954 par l'association d'Egidio Arzani et de GianPaolo Volpini, petits constructeurs de monoplaces de Formule 3 et de Formule italienne 750 cm3, afin de réaliser une monoplace de Formule 1 pour le pilote amateur Mario Alborghetti. Arzani et Volpini partent d'une base de Maserati Milano de 1950, rachetée aux frères Ruggeri, dont ils modifient châssis et moteur. Porté à 2500 cm3 et alimenté par quatre carburateurs, le moteur fournit environ 200 chevaux (pour 240 chevaux annoncés), la voiture pesant 630 kg.
Après des essais sur la piste de Modène, la monoplace est engagée au Grand Prix de Pau en avril 1955. À l'issue d'essais laborieux, Alborghetti se qualifie avant-dernier. En course, il est d'abord retardé par trois arrêts au stand, avant de sortir de la piste lors de son dix-neuvième tour, au virage de la gare, heurtant les bottes de paille. L'accident, probablement dû à une faute de pilotage, lui est fatal. La monoplace réapparaît en fin de saison au Grand Prix d'Italie, pilotée par Luigi Piotti. Après les nombreux problèmes mécaniques rencontrés aux essais, il déclare forfait.